# Paule Gambara Costa
Paule Gambara Costa (1463-1515) appartient à la famille noble des Gambara (it) de Brescia. Marie au comte de Bene, elle entre dans le Tiers-Ordre franciscain et se fait remarquée par une grande générosité envers la population. Elle est béatifiée 14 août 1845 par Grégoire XVI. Sa mémoire est fêtée le 24 janvier.

## Biographie
Paule Gambara Costa née dans la famille noble des Gambara (it) de Brescia le 3 mars 1463. Elle est la fille ainée de Pietro Gambara et de Taddea Caterina Martinengo. Elle a six frères et sœurs. Bien qu'attirée par la vie religieuse, ses parents n'en tiennent pas compte et à l'âge de 12 ans, ils la marient à Louis Costa, comte de Bene. La jeune femme oublie ses goûts religieux et se tourne vers la vie mondaine. Mais la rencontre d'un moine franciscain, Ange de Chivasso, la ramène à sa vie de foi. En 1491, elle entre dans le Tiers-Ordre Franciscain, avec l'accord de son mari. Si Paule continue d'assurer ses devoirs d'épouse et de mère, son orientation vers une vie caritative plus marquée est mal perçu par son époux qui prend une maitresse et va jusqu'à installer dans sa maison. Paule, blessée d'une telle attitude se montre néanmoins patiente, et va même jusqu'à prendre soin et soigner sa rivale lorsque celle-ci tombe malade. Son mari fini par se convertir et autorise son épouse à « pratiquer toutes les bonnes œuvres qu'elle souhaite et même à porter son habit de tertiaire franciscaine ». Après la mort de son mari, devenue veuve, elle se consacre entièrement aux œuvres de charité et à la prière. Toute sa fortune est investie pour soulager la misère de la population. Elle décède le 24 janvier 1515 à Binasco,.
Elle est enterrée dans l'église hors les murs de la Rocchetta. Mais l'église est partiellement détruite en 1536, lors d'une guerre.  Le corps de Paule est alors transféré dans le château familiale. Plus tard, lors de la construction de l'église saint François (l'église actuelle), les comtes de Costa y construisent une chapelle où est placé, dans une urne précieuse, le corps incorrompu de la bienheureuse.
Le pape Grégoire XVI la déclare bienheureuse en 1845. Sa mémoire est célébrée dans l’Église catholique le 24 janvier.